# Avogadrita
L'avogadrita és un mineral de la classe dels minerals halurs. Va ser descoberta l'any 1926 a la muntanya Vesuvi, prop de Nàpols (Itàlia), sent nomenada així en honor d'Amedeo Avogadro (1776-1856), físic italià de la Universitat de Torí.

## Característiques
L'avogadrita és un fluorur anhidre de potassi i bor, de fórmula KBF₄. Cristal·litza en el sistema ortoròmbic, tot i que és cúbica per sobre dels 273°. Forma cristalls octagonals, tabulars i aplanats en {001}, que poden ser allargats en [010] o [100]. La seva duresa segons l'escala de Mohs encara no ha sigut determinada. Segons la classificació de Nickel-Strunz, l'avogadrita pertany a «03.CA: Halurs complexos, borofluorurs» juntament amb la ferruccita i la barberiïta.

## Formació i jaciments
Es forma com un producte de sublimació al voltant de les fumaroles volcàniques. Sol trobar-se associada a altres minerals com: sassolita, malladrita o hieratita. Va ser trobada per primera vegada a Atrio del Cavallo (Vesuvi, Itàlia), la seva localitat tipus, i també se'n pot trobar al cràter La Fossa (illa Vulcano, Itàlia) i a Kamtxatka (Rússia).